# Garage punk
Garage punk este un gen de muzică rock de fuziune care combină influențele garage rock, punk rock și, adesea, alte genuri, care au prins contur în indie rock-ul  underground între sfârșitul anilor 1980 și începutul anilor 1990. Trupele au inspirat foarte mult din Garaj rock din anii 1960, punk rock din anii 1970, și Detroit proto-punk, și adesea încorporate numeroase alte stiluri în abordarea lor, cum ar fi power pop, grupul de fete din anii 1960, hardcore punk, blues, R&B și surf rock.Format:Necesită verificare
Termenul „garage punk” se referă adesea și la mișcarea garage rock originală din anii 1960, mai degrabă decât stilul de fuziune din anii 1980-90. Stilul anilor 1980-90 în sine este uneori denumit interschimbabil „garage rock” sau „garage revival”. Termenul „garage punk” datează încă din 1972 cu referire la stilul original de garage rock din anii 1960,, deși „punk” așa cum este cunoscut astăzi nu a fost consolidat ca propriu gen distinct până în 1976. Prin urmare, în ciuda referințelor anterioare la garage rock din anii 1960 ca „garage punk”, utilizarea termenului „punk” în ceea ce privește genul de fuziune „garage punk” din anii 1980-90 se referă la fuziunea garage rock-ului din anii 1960 cu genul de la sfârșitul anilor 1970-1980 în prezent și mai frecvent denumit „punk rock”. După anii 1980, grupurile care au fost etichetate drept „punk de garaj” au fost în contrast cu scena înființată de renaștere a garajului retro, trecând de o influență strict de la mijlocul anilor 1960.  Trupele asociate din acea perioadă au contribuit la dezvoltarea stonerului rock, o variație mai psihedelică a genului.

## Etimologie și utilizare
Termenul „punk rock” a fost folosit pentru prima dată pentru a descrie muzica trupelor de garaj americane de la mijlocul anilor 1960 și nu a fost consolidat ca gen până în 1976. Când ne referim la grupurile din anii 1960. , termenul „garage punk” este de obicei folosit interschimbabil cu „garage”. rock". Cea mai veche utilizare cunoscută a termenului „garage punk” a apărut în Lenny Kaye-ului Lenny Kaye piesa cu piesă notele de linie pentru 1972 muzică psihedelică compilație Nuggets pentru a descrie o melodie a trupei de garage rock din anii 1960, The Shadows of Knight, drept „punk garage clasic”.< ref name="Kaye1972">Format:Citați note media AV </ref> The Guardian's Michael Hann scrie: „Uită-te la lista de melodii pentru Lenny Albumul original „Nuggets” al lui Kaye, discul care a codificat garage punk și vei găsi o mulțime de muzică care nu s-ar potrivi acum confortabil în genul [muzică psihedelică]." Beverly Bryan de la MTV' spune că „garage punk” poate fi folosit „mai probabil” pentru a se referi la „garage rock” sau „garage revival”.

## Dezvoltare și caracteristici

### Anii 1960: trupe originale de garaj

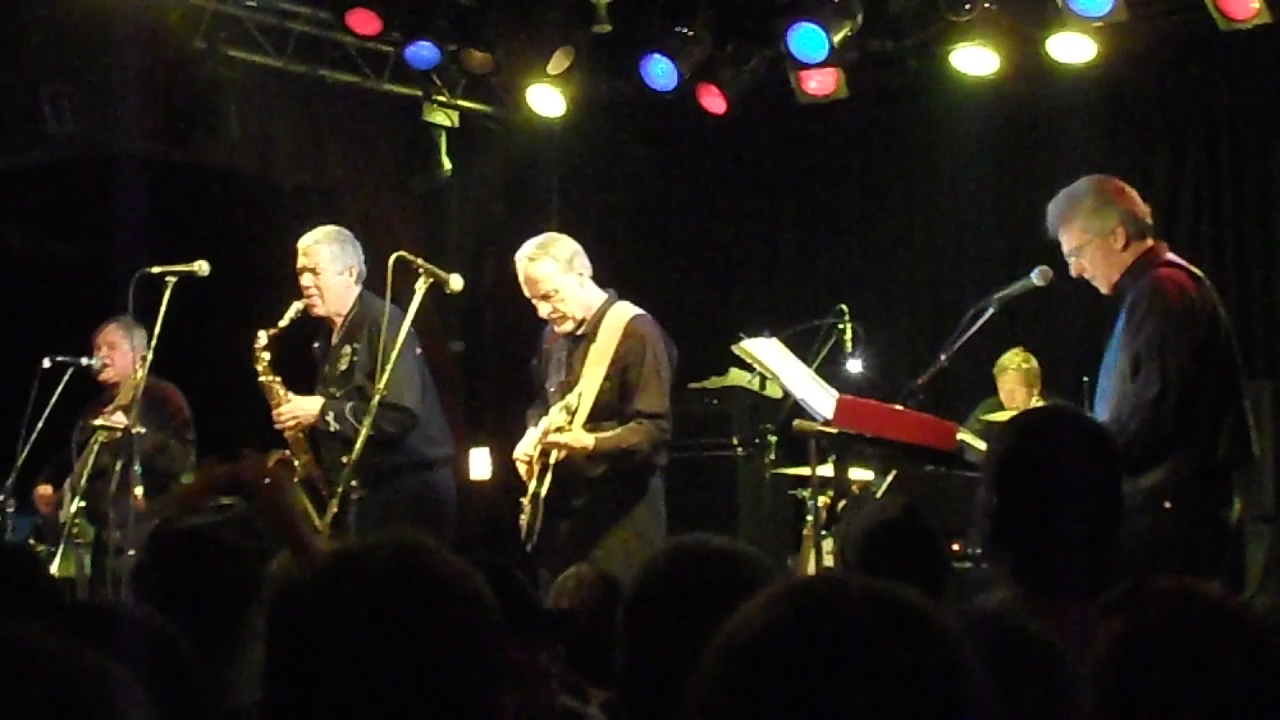
The Sonics sunt uneori considerate a fi prima trupă de garage punk.

Simon Reynolds urmărește garaj punk până la trupele americane de garage rock din anii 1960. El explică că la mijlocul anilor 1960 garage punk a fost în mare parte domeniul adolescenților neînvățați care foloseau efecte sonore, cum ar fi tonuri fuzz și se bazau foarte mult pe  riffs. Hann situează „anii de aur” ai garajului punk în anii 1965–67. The Sonics sunt creditați ca un act de pionierat în acest gen. Criticul Tim Sommer a scris: „The Sonics a creat șablonul pentru garage punk american, ca să nu mai vorbim crearea prototipului pentru fiecare trupă punk rock care credea că trei acorduri și un țipăt excitat sunt suficiente pentru a mișca o națiune."

### Anii 1980–2000: fuziune cu punk-ul anilor 1970
În anii 1980, a început un interes reînviat pentru muzica anilor 1960, începând cu garage punk. Au început etichete precum Crypt și Norton reeditarea lucrării „ciudaților pierduti de la mijlocul secolului”, ceea ce a determinat o nouă generație de muzicieni punk să redescoperă artiști rock mai vechi, cum ar fi Little Richard și Sonics. Spre deosebire de scena renașterii retro garaj, trupe care au continuat să se inspire mult din punk-ul dezbrăcat al anilor 1970, mai degrabă decât doar la mijlocul anilor. -Stilurile anilor 1960, ar fi catalogate pe scară largă drept „garaj punk". Conform ghidului AllMusic, „Înainte ca aripa punk-pop a renașterii punk din anii '90 din America să ajungă în curentul mainstream, o altă rasă de punk revivalist avea prind contur în underground-ul indie-rock. În general, garage punk nu a fost nici pe departe la fel de melodic ca punk-pop; în schimb, garage punk și-a inspirat în principal protopunk de la Detroit al lui the Stooges și MC5.
Allan Rutter scrie că muzica are adesea un ritm rapid și se caracterizează prin chitare murdare, agitate și versuri care exprimă în mod obișnuit rebeliunea și uneori „prost gust”, și poate fi interpretată de „low-fi” care sunt pe casa de discuri independentă-uri sau care sunt nesemnate. Trupele sunt în general apolitice și tind să se distanțeze de hardcore punk și, în general, evită respectarea strictă a tipurile de coduri sociale și ideologii asociate cu subcultura punk. Cu toate acestea, există excepții precum The (International) Noise Conspiracy, care a jucat o variantă extrem de politizată a garage punk-ului.
AllMusic adaugă: „Unele dintre primele trupe de garage punk care au apărut la sfârșitul anilor ’80 și începutul anilor ’90 (Mudhoney, the Supersuckers) au semnat cu casa de discuri Sub Pop, a cărei grunge timpuriu trupele au împărtășit unele dintre aceleași influențe și estetică (de fapt, Mudhoney a devenit unul dintre fondatorii grunge-ului).”
1. 1 2 3 4  Markesich 2012, p. 43.
2. 1 2 3 4 5 6 7  „Garage Punk”. AllMusic. Accesat în 23 iulie 2016.
3. 1 2 3 4 5  Bryan, Beverly (4 februarie 2013). /web/20150403073124/http://www.mtviggy.com/articles/please-explain-garage-punk/ „Vă rugăm să explicați: Ce este Garage Punk?” Verificați valoarea |archive-url= (ajutor). Arhivat din .com/articles/please-explain-garage-punk/ original Verificați valoarea |url= (ajutor) la 3 aprilie 2015. Parametru necunoscut |site-ul web= ignorat (ajutor)
4. 1 2  Nobles 2012, p. 32.
5. 1 2  Austen 2005, p. 168.
6. ↑  Aaron 2013, p. 52.
7. ↑  Hann (30 iulie 2014). „10 dintre cele mai bune: garage punk”. The Guardian. Parametru necunoscut |data-acces= ignorat (ajutor); Parametru necunoscut |primul= ignorat (ajutor)
8. 1 2  Ansill, Laura (14 aprilie 2015). „The Sonics – Here Are The Sonics”. mxdwn.com.
9. ↑  Reynolds 1999, p. 138–139.
10. ↑  Reynolds 2012, p. 150.
11. ↑  Pehling, David (11 mai 2015). „Garage-Rock Godfathers The Sonics Get Feral la Fillmore”. Arhivat din original la 9 octombrie 2021. Accesat în 30 ianuarie 2025. Parametru necunoscut |site-ul web= ignorat (ajutor)
12. ↑  Sommer, Tim (15 noiembrie 2016). „Muzicienii care merită de fapt un loc în Rock and Roll Hall of Fame”. Parametru necunoscut |ziarul= ignorat (ajutor)
13. ↑  Reynolds 2005.
14. ↑  Rutter, Alan (septembrie 2006).  TimeOut Group Ltd., ed. „Ghidul lui Bluffer: Garage punk”. Arhivat din original la 12 decembrie 2008. Accesat în 2 februarie 2008. Parametru necunoscut |lucru= ignorat (ajutor)
15. ↑  Bovey, Seth (2006).  Routledge, ed. „Don't Tread on Me: The Ethos of '60 Garage Punk”. Muzică populară și societate. 29 (4): 451–459. doi:10.1080/03007760600787515.

 Trupe precum New Bomb Turks, the Oblivians, the Gories, the Mummies, the Dirtbombs și the Humpers au contribuit la menținerea unui public de cult pentru stil prin anii 1990 și 2000. Trupele asociate din acea perioadă au contribuit la dezvoltarea stoner rock-ului, o variantă mai psihedelică a gen.